# William Compton, I conte di Northampton
William Compton, I conte di Northampton (... – 24 giugno 1630), è stato un nobile inglese.

## Biografia
William Compton era il figlio di Henry Compton, I barone Compton, e di sua moglie, Frances Hastings. I suoi nonni materni erano Francis Hastings, II conte di Huntingdon, e Catherine Pole. Catherine era la figlia di Henry Pole, XI barone Montacute, e Lady Jane Nevill. Jane era a sua volta la figlia di George Nevill, IV barone Bergavenny, e Margaret Fenne.
Fu Lord luogotenente del Warwickshire e del Gloucestershire, Lord presidente del Galles. Nel 1618 venne nominato conte di Northampton.

## Discendenza
Nel 1598 sposò Elizabeth Spencer, figlia di Sir John Spencer. Ebbero due figli:
- Spencer Compton, II conte di Northampton (1601-1643);
- Anne Compton († 1675), la quale sposò Ulick Burke, I marchese di Clanricarde, dal quale ebbe una figlia.